# Carli Lloyd (volleybollspelare)
Carli Ellen Lloyd, född 6 augusti 1989 i Fallbrook i Kalifornien, är en amerikansk volleybollspelare. Lloyd blev olympisk bronsmedaljör i volleyboll vid sommarspelen 2016 i Rio de Janeiro.